# Asher Lämmlein
Asher Lämmlein (anche Lämmlin, Lemmlein) è stato un ebreo che apparve in Istria nel 1502 e, incoraggiato dalle opere di Isaac Abrabanel, si autoproclamò un precursore del Messia ebraico.

## Biografia
Il suo luogo di nascita è sconosciuto, ma i suoi soprannomi Ashkenazi e Reutlingen indicano che lui o la sua famiglia provenivano dalla Germania.
Lämmlein dichiarò che se gli ebrei avessero mostrato grande pentimento e fatto atti caritatevoli, il Messia non avrebbe mancato di apparire in sei mesi. Guadagnò una schiera di seguaci che diffusero le sue profezie in Italia e in Germania, e il suo messaggio ricevette una tale accettazione che l'anno divenne noto come "anno di penitenza". Le istituzioni esistenti furono intenzionalmente distrutte nella convinzione di una futura redenzione e di un imminente ritorno a Gerusalemme. Tuttavia, Lämmlein morì o scomparve improvvisamente e le speranze dei suoi seguaci svanirono.
Salo W. Baron suggerisce che la disillusione per le profezie fallite del Lämmlein contribuì a portare alla conversione di alcuni intellettuali ebrei alla fede cristiana, tra cui Victor von Carben e Johannes Pfefferkorn. Lämmlein viene menzionato da James Joyce nel suo Ulisse.